# Martinický dvůr (Slaný)
Martinický dvůr (někdy označovaný i jako Panský dvůr nebo Panský dům) je jednopatrový dům situovaný na jižní straně Masarykova náměstí ve Slaném, v okrese Kladno ve Středočeském kraji. Raně barokní objekt byl vystavěn roku 1629 na místě tří středověkých domů. V roce 1967 byl zapsán do státního seznamu kulturních památek.

## Historie
Na stejném místě byly původně měšťanské domy, které Jaroslav Bořita z Martinic jako vladař domu smečenského nechal tehdejším vlastníkům zabavit a v roce 1629 na jejich místě zbudovat tzv. Panský dvůr. Místo leží vedle slánské radnice a svou velikostí měl dům symbolicky potlačovat její dominantu (tehdy to byla pouze jednopatrová budova) a připomínat podřízenost města Martinicům a vítězství katolické víry. Budova na náměstí sloužila jako sídlo vrchnostenské správy, v zadní části traktu vyrostl vrchnostenský pivovar. Pivovar se sladovnou zanikl v roce 1884 a na jejich místě byla v roce 1895 postavena budova měšťanské školy (nyní Základní škola, Komenského náměstí 618/1).
Objekt na náměstí byl stavebně upraven a výtvarně dořešen v pozdním 18. století (plastické detaily), část kleneb je klasicistních.

## Popis
Dům je jednopatrový nárožní, hlavní severní průčelí směřuje na náměstí, západní boční strana je v Masnokrámské ulici. Dům má zachovanou barokní dispozici s hlavními nosnými i nenosnými konstrukcemi, z někdejších  středověkých domů se dochovaly sklepy. V interiéru se také zachovala řada původních architektonických detailů.
Průčelí orientované do náměstí je pětiosé, vstupem je kamenný portál s plastickým ostěním umístěný na střední osu. Ta je zdůrazněna také velkým trojúhelníkovým štítem. Nad vchodem původně byly tesané znaky Martiniců a Šternberků, které drželi pozlacení gryfové. Hlavní budova je krytá valbovou mansardovou střechou.
Za hlavní severní budovou je uzavřený dvůr, jehož východní a jižní stranu tvoří přízemní křídla (jižní křídlo je novostavbou), západní stranu patrové křídlo. Dvůr je přístupný průjezdem od hlavního vchodu nebo pilířovou bránou z boční ulice na západní straně.